# Francisco Pianzola
Francesco Pianzola (5 de outubro de 1881 — 4 de junho de 1943) foi um padre católico romano italiano que fundou as Irmãs Missionárias da Imaculada, Rainha da Paz.
Essas missionárias também estão presentes no Brasil.
Padre Pianzola era um pregador que ministrava aos pobres e às crianças em suas próprias casas; sua ordem se dedicava a levar a mensagem de Jesus Cristo aos trabalhadores e aos pobres.
Foi beatificado em 2008; o Cardeal José Saraiva Martins presidiu a missa em nome do Papa Bento XVI.

## Vida
Francesco Pianzola nasceu em 5 de outubro de 1881 em Pavia, Italia, filho de agricultores. Era uma criança piedosa que se sentia atraída pelo conceito de vida religiosa; iniciou seus estudos para o sacerdócio em Vigevano, Italia, onde completou seus estudos teológicos, que o habilitariam a se tornar padre.
Pianzola foi ordenado sacerdote em 16 de março de 1907 em Pavia, Italia, sob o bispo Pietro Berruti. Ele administrava a obra tanto dos trabalhadores quanto dos pobres, e nutria um forte desejo de pregar a mensagem do Evangelho a todos. Com espírito humilde, embarcou em uma jornada para evangelizar os trabalhadores – lembrando-se de suas raízes agrícolas e esforçando-se para pregar aos agricultores que trabalhavam arduamente nos campos.
Em 8 de maio de 1919, movido pela paixão pela pregação, fundou uma congregação religiosa em Mortara, Italia, com o objetivo de evangelizar os pobres e os trabalhadores, bem como levar-lhes o amor de Jesus Cristo e Sua mensagem. Tornou-se famoso por isso, conquistando o afeto de centenas de pessoas; era conhecido por sua santidade e sua morte, em 4 de junho de 1943, foi lamentada em toda Pavia. Após sua morte, foi aclamado como o "Apóstolo de Lomellina" e protetor dos agricultores e trabalhadores.

## Beatificação
O processo de beatificação teve início em Vigevano, Italia, em 22 de março de 1983, em um processo local que se estendeu de 4 de junho de 1983 a 25 de março de 1990. O processo lhe concedeu o título honorífico de Servo de Deus (a primeira etapa do processo). O processo incluiu a coleta de documentos que seriam usados para apoiar a causa. A validação do processo ocorreu em Roma em 1992 e permitiu que a Positio fosse redigida e enviada à Congregação para as Causas dos Santos em 1999.
Em 26 de junho de 2006, foi proclamado Venerável depois que o Papa Bento XVI reconheceu que Pianzola viveu uma vida cristã modelo de virtude heróica .
O processo diocesano pelo milagre atribuído à sua intercessão foi aberto em Vercelli, Italia, em 3 de dezembro de 2001 e concluído em 20 de setembro de 2002; o processo foi validado em 2003, o que permitiria a avaliação da documentação médica na etapa seguinte.
Bento XVI reconheceu a cura como um milagre e delegou o Cardeal José Saraiva Martins para presidir a beatificação em 4 de outubro de 2008, em Pavia, Italia. A missa foi celebrada diante de uma multidão de 6.000 pessoas.
A postuladora designada da causa é Tiziana Adriana Conterbia.